# Cingilia humeralis
Cingilia humeralis là một loài bướm đêm trong họ Geometridae.